# آرماندو سادیکو
آرماندو سادیکو (انگلیسی: Armando Sadiku؛ زادهٔ ۲۷ مهٔ ۱۹۹۱) بازیکن فوتبال اهل آلبانی است.
از باشگاه‌هایی که در آن بازی کرده‌است می‌توان به باشگاه فوتبال فادوتس، باشگاه فوتبال لوانته، باشگاه فوتبال کارتاخنا، باشگاه فوتبال لوگانو، باشگاه فوتبال مالاگا، باشگاه فوتبال بویوک‌شهر بلدیه ارزروم‌اسپور، باشگاه فوتبال بولیوار، باشگاه فوتبال موهون باگان سوپر جاینت، باشگاه فوتبال البسان، باشگاه فوتبال زوریخ، باشگاه فوتبال لاس پالماس، و باشگاه فوتبال لگیا ورشو اشاره کرد.
وی همچنین در تیم‌های ملی فوتبال Albania national under-19 football team، زیر ۲۱ سال آلبانی، و آلبانی بازی کرده‌است.